# Chromatomyia furcata
Chromatomyia furcata är en tvåvingeart som beskrevs av Griffiths 1980. Chromatomyia furcata ingår i släktet Chromatomyia och familjen minerarflugor. Inga underarter finns listade i Catalogue of Life.